# It Is Time for a Love Revolution
It Is Time for a Love Revolution är Lenny Kravitz åttonde studioalbum, släppt i februari 2008. Det blev som bäst fyra på Billboard 200.

## Låtlista
1. "Love Revolution" (Lenny Kravitz/Craig Ross) - 3:15
2. "Bring It On" (Lenny Kravitz) - 3:36
3. "Good Morning" (Lenny Kravitz/Tony Lemans) - 4:18
4. "Love Love Love" (Lenny Kravitz/Craig Ross) - 3:22
5. "If You Want It" (Lenny Kravitz/Craig Ross) - 5:09
6. "I'll Be Waiting" (Lenny Kravitz/Craig Ross) - 4:19
7. "Will You Marry Me" (Lenny Kravitz/Craig Ross) - 3:44
8. "I Love the Rain" (Lenny Kravitz) - 4:44
9. "A Long and Sad Goodbye" (Lenny Kravitz/Craig Ross) - 5:59
10. "Dancin' Til Dawn" (Lenny Kravitz/Craig Ross) - 5:10
11. "This Moment Is All There Is" (Lenny Kravitz) - 5:07
12. "A New Door" (Lenny Kravitz) - 4:39
13. "Back in Vietnam" (Lenny Kravitz) - 3:45
14. "I Want to Go Home" (Lenny Kravitz) - 5:04